# Rang (differentiaalmeetkunde)
In de differentiaalmeetkunde, een deelgebied van de wiskunde, is de rang van een differentieerbare afbeelding {\displaystyle f:M\to N} tussen differentieerbare variëteiten in een punt {\displaystyle p\in M} de rang van de afgeleide van {\displaystyle f} in {\displaystyle p}. Bedenk dat de afgeleide van {\displaystyle f} in {\displaystyle p} een lineaire afbeelding.
{\displaystyle Df_{p}:T_{p}M\to T_{f(p)}N}
van de raakruimte aan {\displaystyle M} in {\displaystyle p} naar de raakruimte aan {\displaystyle N} in {\displaystyle f(p)} is.
Als een lineaire afbeelding tussen vectorruimten heeft een differentieerbare afbeelding een goed gedefinieerde rang, die gelijk is aan de dimensie van het beeld van {\displaystyle Df_{p}} in {\displaystyle T_{f(p)}N:}
{\displaystyle \operatorname {rang} (f)_{p}=\dim(Df_{p}(T_{p}M))}
De Stelling van Sard zegt dat de punten van {\displaystyle M} waar de rang van {\displaystyle f} strikt kleiner is dan de dimensie van {\displaystyle N}, door {\displaystyle f} worden afgebeeld binnen een nulverzameling.